# Берёзовка (Бугульминский район)
Берёзовка — в Бугульминском районе Татарстана. Входит в состав Берёзовского сельского поселения.

## География
Находится в юго-восточной части Татарстана на расстоянии приблизительно в 5 километрах к северу от административного центра Бугульма.

## Население
| 2010 |
| ---- |
| 618  |

## Инфраструктура
Личное подсобное хозяйство с зоной сельскохозяйственного использования, индивидуальная застройка усадебного типа.
В посёлке имеются магазины, средняя школа, детский сад, библиотека и дом культуры.

## Транспорт
Остановка общественного транспорта «Берёзовка».